# Allan Oviedo
Allan Oviedo (Alajuela, 5 novembre 1970) è un ex calciatore costaricano, di ruolo attaccante.